# 本命巧克力
本命巧克力指的是日本情人节（2月14日）当天，女性向心仪的男性赠送的巧克力。对方可以是男朋友、暗戀對象或丈夫。
本命巧克力与義理巧克力所指不同，前者必须赠送给有爱意的对方，后者只送给有交情的人。通常情况下，本命巧克力要比義理巧克力贵重得多。很多本命巧克力都是纯手工制作的。
通常情况下，在白色情人节（3月14日）当天，收到巧克力的男性都会回礼，礼物一般为巧克力，不过也可以送糖果、饼干等。